# Fléac-sur-Seugne
Pour l’article homonyme, voir Fléac (Charente).
Fléac-sur-Seugne est une commune du Sud-Ouest de la France située dans le département de la Charente-Maritime (région Nouvelle-Aquitaine). Ses habitants sont appelés les Fléacais et les Fléacaises.
Cette petite commune rurale et viticole, se transforme de plus en une petite commune résidentielle au sud de Pons.

## Géographie

### Situation géographique
La commune de Fléac-sur-Seugne se situe dans le sud du département de la Charente-Maritime, en région Nouvelle-Aquitaine, dans l'ancienne province de Saintonge. Appartenant au Midi de la France — on parle plus précisément de « midi atlantique », au cœur de l'arc atlantique, elle peut être rattachée à deux grands ensembles géographiques, le Grand Ouest français et le Grand Sud-Ouest français.
Cette petite commune rurale est entièrement située sur la rive droite de la Seugne et se trouve au sud de Pons, à environ 5,5 km du chef-lieu de canton.
Appartenant au canton de Pons, elle a des limites communales avec l'arrondissement de Jonzac au sud par les communes voisines de Mosnac et de Saint-Grégoire-d'Ardennes, ces deux dernières appartenant au canton de Saint-Genis-de-Saintonge.
À l'écart des grandes voies de communication routière, la commune a cependant pu rompre cet isolement grâce à la voie ferrée Nantes-Bordeaux qui a été réalisée dans le courant de l'année 1870 avec construction d'une petite station au chef-lieu du village. Dès son entrée au sud de la commune, la voie  ferrée longe la rive droite de la vallée de la Seugne. Mais il est vrai que le train ne  s'arrête plus en gare de Fléac-sur-Seugne, les habitants devant le prendre à celle de Pons qui est la plus proche, à environ 5 km.
Cet isolement a été doublement rompu lors de la construction d'un pont sur la Seugne pour relier le village de Fléac à celui de Belluire et à la grande route Saintes-Bordeaux, actuelle RD 137 (ex RN 137).

### Le cadre géographique
Fléac-sur-Seugne est une petite commune rurale partagée entre deux sites géographiques bien distincts.
- À l'ouest, la vallée de la Seugne, où le village chef-lieu occupe le site d'un petit méandre, est le domaine par excellence des prairies, souvent inondables lors des crues hivernales.
- À l'est, le plateau se relève assez abruptement ; il est caractérisé par les coteaux de la Champagne de Pons, souvent recouverts de vignes ou mis en culture céréalière au sud, tandis qu'à l'est et au nord-est, ils sont occupés par des bois qui se prolongent sur la commune voisine d'Avy dans le Bois des Guillins.

L'altitude moyenne de la commune est assez peu élevée dans son ensemble, étant de 11 mètres dans la vallée sinueuse de la Seugne, son point le plus bas, et de 56 mètres son point le plus élevé. Ce dernier correspond à un coteau boisé du sud-est de la commune, le bois de Sainte-Hermine, en limite de la commune voisine de Marignac.

## Urbanisme

### Typologie
Au 1er janvier 2024, Fléac-sur-Seugne est catégorisée commune rurale à habitat dispersé, selon la nouvelle grille communale de densité à 7 niveaux définie par l'Insee en 2022.
Elle est située hors unité urbaine. Par ailleurs la commune fait partie de l'aire d'attraction de Pons, dont elle est une commune de la couronne,. Cette aire, qui regroupe 8 communes, est catégorisée dans les aires de moins de 50 000 habitants,.

### Occupation des sols
L'occupation des sols de la commune, telle qu'elle ressort de la base de données européenne d’occupation biophysique des sols Corine Land Cover (CLC), est marquée par l'importance des territoires agricoles (77,6 % en 2018), une proportion identique à celle de 1990 (77,6 %). La répartition détaillée en 2018 est la suivante : 
terres arables (36,5 %), zones agricoles hétérogènes (22,5 %), forêts (22,4 %), cultures permanentes (10,2 %), prairies (8,6 %). L'évolution de l’occupation des sols de la commune et de ses infrastructures peut être observée sur les différentes représentations cartographiques du territoire : la carte de Cassini (XVIIIe siècle), la carte d'état-major (1820-1866) et les cartes ou photos aériennes de l'IGN pour la période actuelle (1950 à aujourd'hui).

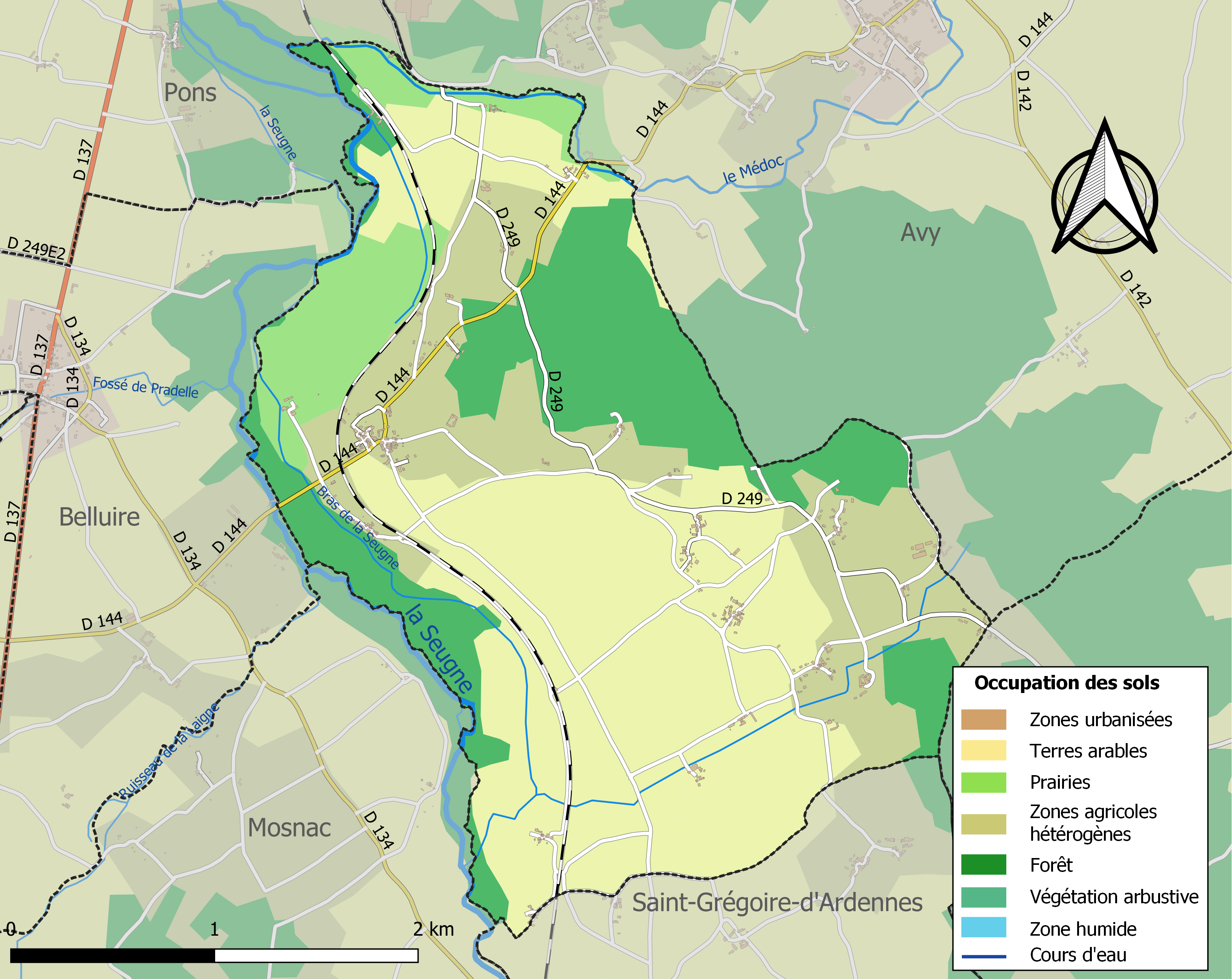
Carte des infrastructures et de l'occupation des sols de la commune en 2018 (CLC).

### Risques majeurs
Le territoire de la commune de Fléac-sur-Seugne est vulnérable à différents aléas naturels : météorologiques (tempête, orage, neige, grand froid, canicule ou sécheresse), inondations, mouvements de terrains et séisme (sismicité faible). Il est également exposé à un risque technologique, le transport de matières dangereuses. Un site publié par le BRGM permet d'évaluer simplement et rapidement les risques d'un bien localisé soit par son adresse soit par le numéro de sa parcelle.

#### Risques naturels
Certaines parties du territoire communal sont susceptibles d’être affectées par le risque d’inondation par débordement de cours d'eau, notamment la Seugne. La commune a été reconnue en état de catastrophe naturelle au titre des dommages causés par les inondations et coulées de boue survenues en 1982, 1986, 1993, 1999, 2010 et 2018,.

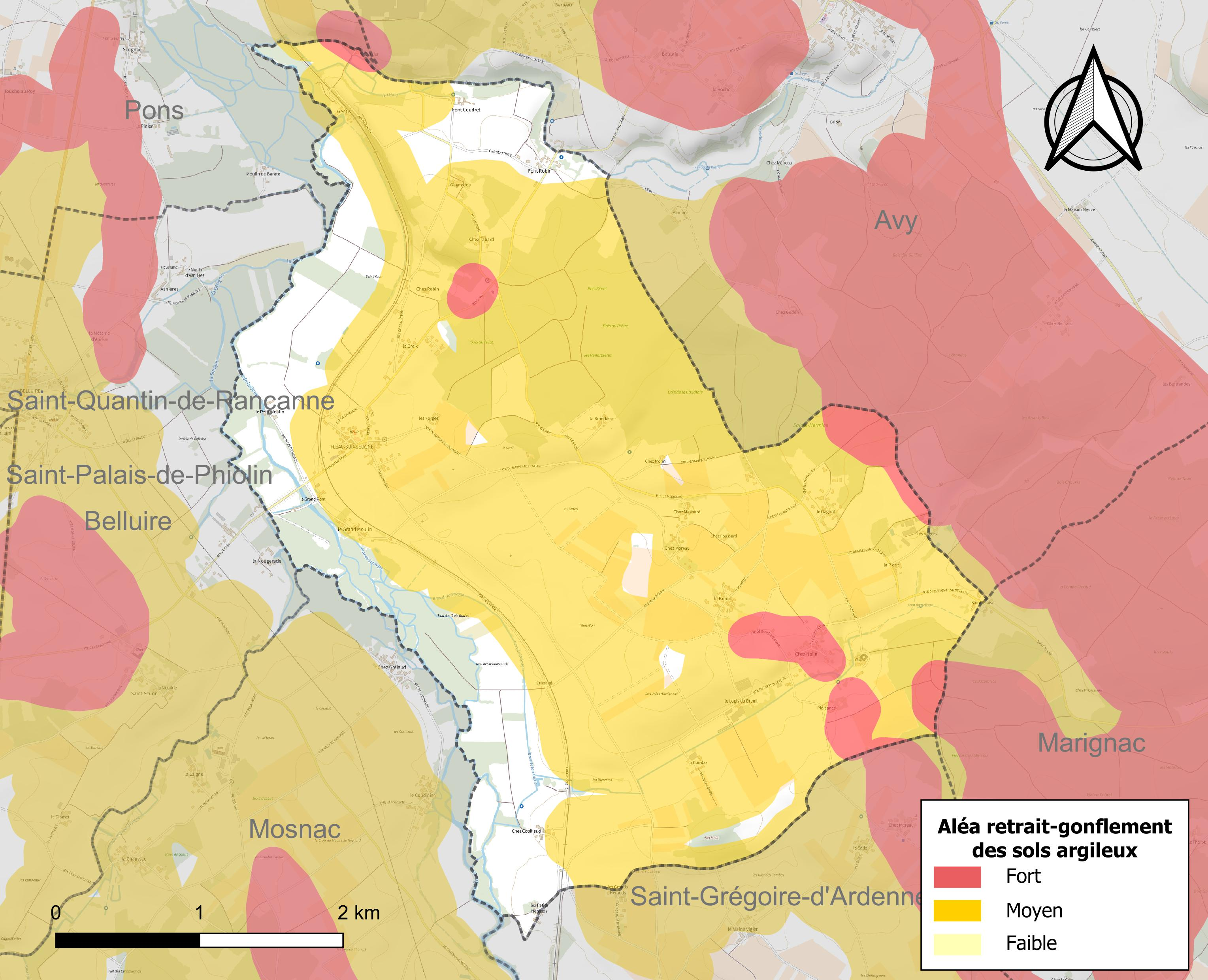
Carte des zones d'aléa retrait-gonflement des sols argileux de Fléac-sur-Seugne.

Les mouvements de terrains susceptibles de se produire sur la commune sont des affaissements et effondrements liés aux cavités souterraines (hors mines) et des tassements différentiels. Par ailleurs, afin de mieux appréhender le risque d’affaissement de terrain, l'inventaire national des cavités souterraines permet de localiser celles situées sur la commune.
Le retrait-gonflement des sols argileux est susceptible d'engendrer des dommages importants aux bâtiments en cas d’alternance de périodes de sécheresse et de pluie. 79,3 % de la superficie communale est en aléa moyen ou fort (54,2 % au niveau départemental et 48,5 % au niveau national). Sur les 217 bâtiments dénombrés sur la commune en 2019, 196 sont en aléa moyen ou fort, soit 90 %, à comparer aux 57 % au niveau départemental et 54 % au niveau national. Une cartographie de l'exposition du territoire national au retrait gonflement des sols argileux est disponible sur le site du BRGM,.
Par ailleurs, afin de mieux appréhender le risque d’affaissement de terrain, l'inventaire national des cavités souterraines permet de localiser celles situées sur la commune.
Concernant les mouvements de terrains, la commune a été reconnue en état de catastrophe naturelle au titre des dommages causés par des mouvements de terrain en 1999 et 2010.

#### Risques technologiques
Le risque de transport de matières dangereuses sur la commune est lié à sa traversée par une ou des infrastructures routières ou ferroviaires importantes ou la présence d'une canalisation de transport d'hydrocarbures. Un accident se produisant sur de telles infrastructures est susceptible d’avoir des effets graves sur les biens, les personnes ou l'environnement, selon la nature du matériau transporté. Des dispositions d’urbanisme peuvent être préconisées en conséquence.

## Toponymie
De l'anthroponyme gallo-romain Flaius, suivi du suffixe -acum.

## Administration

### Municipalité
| Période                                  | Période  | Identité        | Étiquette | Qualité     |
| ---------------------------------------- | -------- | --------------- | --------- | ----------- |
| avant 1988                               | ?        | Edgard Mouillot |           |             |
| 2001                                     | En cours | Daniel Frédéric | DVG       | Agriculteur |
| Les données manquantes sont à compléter. |          |                 |           |             |

### Région
À la suite de la mise en application de la réforme administrative de 2014 ramenant le nombre de régions de France métropolitaine de 22 à 13, la commune appartient depuis le 1er janvier 2016 à la région Nouvelle-Aquitaine, dont la capitale est Bordeaux. De 1972 au 31 décembre 2015, elle a appartenu à la région Poitou-Charentes, dont le chef-lieu était Poitiers.

### Canton
La commune de Fléac-sur-Seugne fait partie du canton de Pons et appartient à l'arrondissement de Saintes. Ses limites communales la mettent directement en contact avec l'arrondissement de Jonzac.

### Intercommunalité
Bien qu'elle soit limitrophe de la commune de Pons et qu'elle appartienne à son canton, la commune de Fléac-sur-Seugne a choisi d'adhérer à la communauté de communes de la Haute-Saintonge qui dépend de Jonzac, ainsi qu'au Pays de Haute-Saintonge dont le siège administratif est agalement situé à Jonzac.

## Population et société

### Démographie

#### Évolution démographique
L'évolution du nombre d'habitants est connue à travers les recensements de la population effectués dans la commune depuis 1793. Pour les communes de moins de 10 000 habitants, une enquête de recensement portant sur toute la population est réalisée tous les cinq ans, les populations de référence des années intermédiaires étant quant à elles estimées par interpolation ou extrapolation. Pour la commune, le premier recensement exhaustif entrant dans le cadre du nouveau dispositif a été réalisé en 2007.

En 2022, la commune comptait 361 habitants, en évolution de −3,48 % par rapport à 2016 (Charente-Maritime : +4,04 %, France hors Mayotte : +2,11 %).
| 1793 | 1800 | 1806 | 1821 | 1831 | 1836 | 1841 | 1846 | 1851 |
| ---- | ---- | ---- | ---- | ---- | ---- | ---- | ---- | ---- |
| 600  | 556  | 506  | 630  | 634  | 652  | 639  | 629  | 629  |

| 1856 | 1861 | 1866 | 1872 | 1876 | 1881 | 1886 | 1891 | 1896 |
| ---- | ---- | ---- | ---- | ---- | ---- | ---- | ---- | ---- |
| 586  | 547  | 545  | 524  | 518  | 493  | 530  | 535  | 515  |

| 1901 | 1906 | 1911 | 1921 | 1926 | 1931 | 1936 | 1946 | 1954 |
| ---- | ---- | ---- | ---- | ---- | ---- | ---- | ---- | ---- |
| 524  | 517  | 515  | 430  | 452  | 408  | 383  | 402  | 376  |

| 1962 | 1968 | 1975 | 1982 | 1990 | 1999 | 2006 | 2007 | 2012 |
| ---- | ---- | ---- | ---- | ---- | ---- | ---- | ---- | ---- |
| 370  | 356  | 310  | 295  | 340  | 319  | 339  | 342  | 382  |

| 2017 | 2022 | - | - | - | - | - | - | - |
| ---- | ---- | - | - | - | - | - | - | - |
| 373  | 361  | - | - | - | - | - | - | - |

#### Une petite commune résidentielle en devenir
Après avoir enregistré une baisse continuelle de sa population de 1946 à 1982, la commune de Fléac-sur-Seugne a vu sa population croître assez fortement entre 1982 et 1990, puis de nouveau entre 1999 et 2006. Cette croissance démographique est le signe de sa transformation progressive en commune résidentielle aux portes de Pons dont sa proximité immédiate, environ cinq kilomètres du centre-ville, en constitue un avantage appréciable.
Son site de vallée, en bordure de la Seugne, et ses endroits boisés et doucement vallonnés en font de plus en plus un lieu recherché par les citadins qui désirent vivre à la campagne sans être trop éloignés de la ville et de ses services.

## Économie

### Les activités agricoles
Les activités économiques de Fléac-sur-Seugne sont essentiellement agricoles, où la polyculture est associée à la viticulture.
- Sur les prairies naturelles de la vallée de la Seugne, l'élevage bovin pour la production laitière prédomine grâce à la collecte du lait qui approvisionne la laiterie de Chadenac, unique centrale laitière de tout le sud du département de la Charente-Maritime et qui dépend de Charentes-Lait dont le siège régional est situé à Surgères.

.

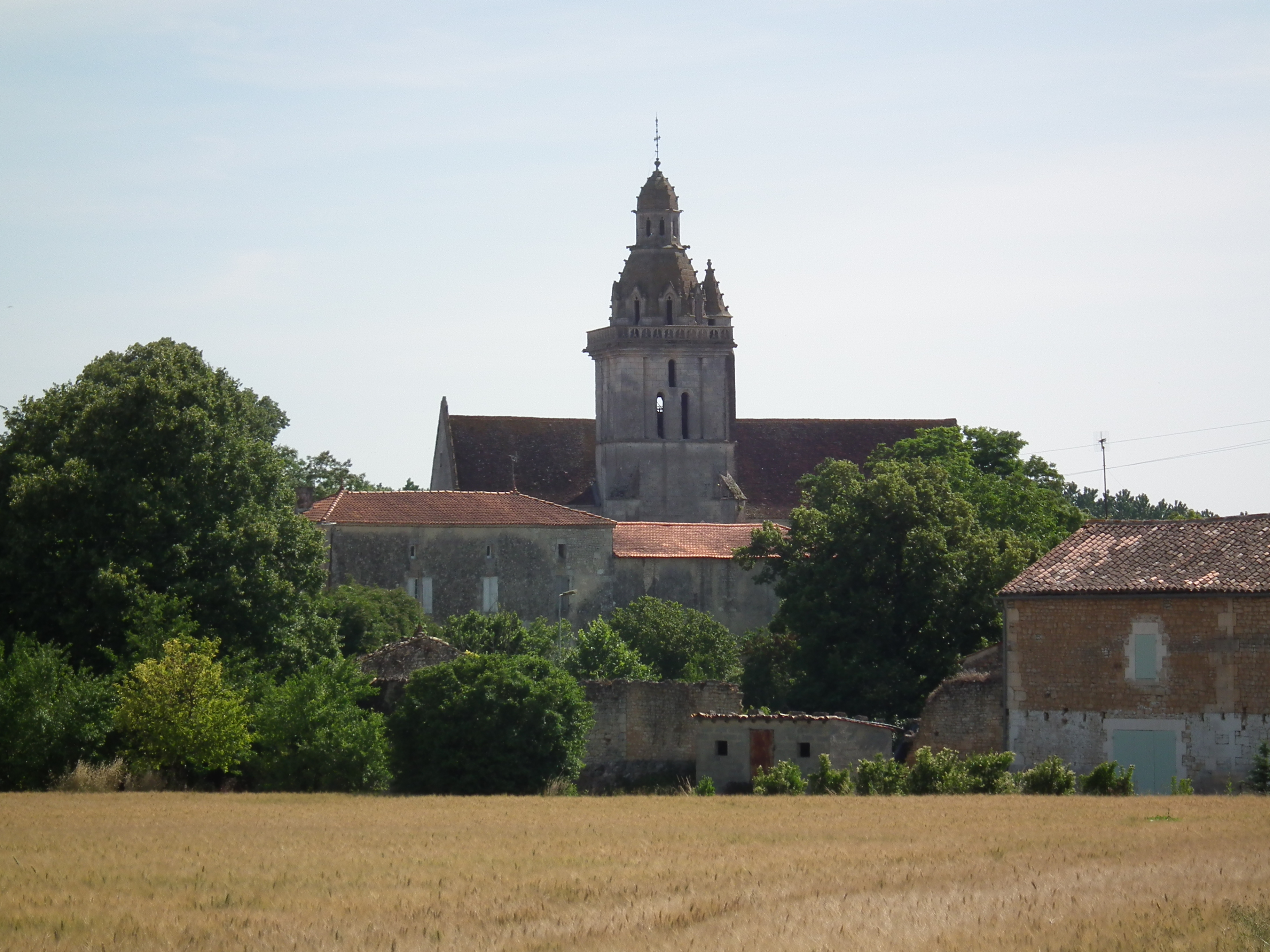
Le village de Fléac-sur-Seugne.

- Au centre de la commune, les exploitations agricoles se sont tournées vers la production des céréales dont les sols bien amendés se prêtent bien à leur culture. Il s'agit en fait d'une bonne terre à blé, très anciennement exploitée, qui alimentait encore jusqu'à la veille de la Seconde Guerre mondiale les trois moulins à grains de la commune, tous implantés sur la rive droite de la Seugne, et dont il ne subsiste aujourd'hui que des toponymes fort évocateurs (le Grand Moulin, au sud du village, le Petit Moulin, près du village entre la rivière et la voie ferrée). Tout au nord de la commune et en limite de Pons, toujours sur la rive droite de la Seugne, se trouvent les ruines d'un moulin abandonné.
- Au sud du finage communal, sur les coteaux crayeux du crétacé de la Champagne de Pons les vignes sont cultivées avec soin aux côtés des bois de feuillus. Les vignes sont situées dans la zone d'appellation des Bons Bois pour la production des eaux de vie de cognac et du pineau des Charentes.
- Enfin, la polyculture agricole associe également l'exploitation du bois (bois de chauffage principalement), prédominant dans le nord-est de la commune (forêt de feuillus).

### Une petite commune à fort potentiel résidentiel
Du fait de sa proximité géographique de la ville voisine de Pons, la commune est appelée à se transformer en une petite commune résidentielle où d'autres atouts ne manquent pas et, mis en valeur, servent de levier pour exercer cette attractivité potentielle (site de vallée, nombreux sites de coteaux et de sites boisés ; intéressant patrimoine rural et historique ; quelques commerces et services au petit village de Fléac, typiquement saintongeais).

## Lieux et monuments

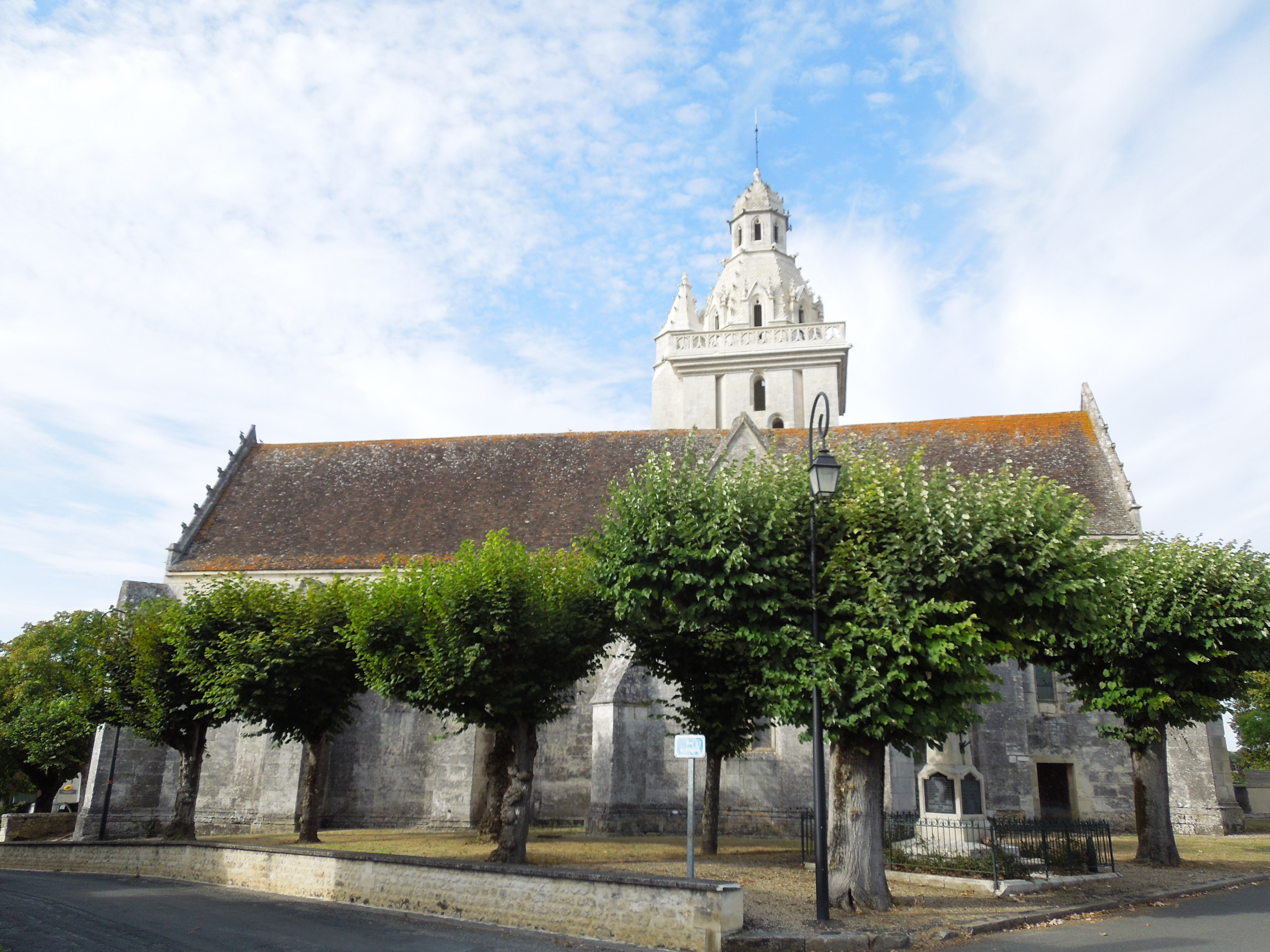
L'église Saint-Pierre.

Plusieurs édifices intéressants sont présents dans cette petite commune rurale et ne manquent pas d'intérêt bien que deux monuments civils soient du domaine privé et ne peuvent être visités, il est cependant possible de les admirer de loin.
- L'église Saint-Pierre

Tout d'abord, l'église du village a la rare particularité de faire partie des églises rurales issues de la Renaissance comme l'église de Lonzac. Cependant, elle fut édifiée originellement dans le courant du XVe siècle, puis subit des aménagements au début du XVIe siècle. Toute l'église primitive est d'inspiration gothique flamboyant, à l'exemple de son portail, tandis que les colonnes torsadées relèvent de la période de la Renaissance ainsi que le clocher avec coupole à lanternon.
Ce rare monument Renaissance a été classé Monument Historique en mars 1904.
- Le château d'Ardennes

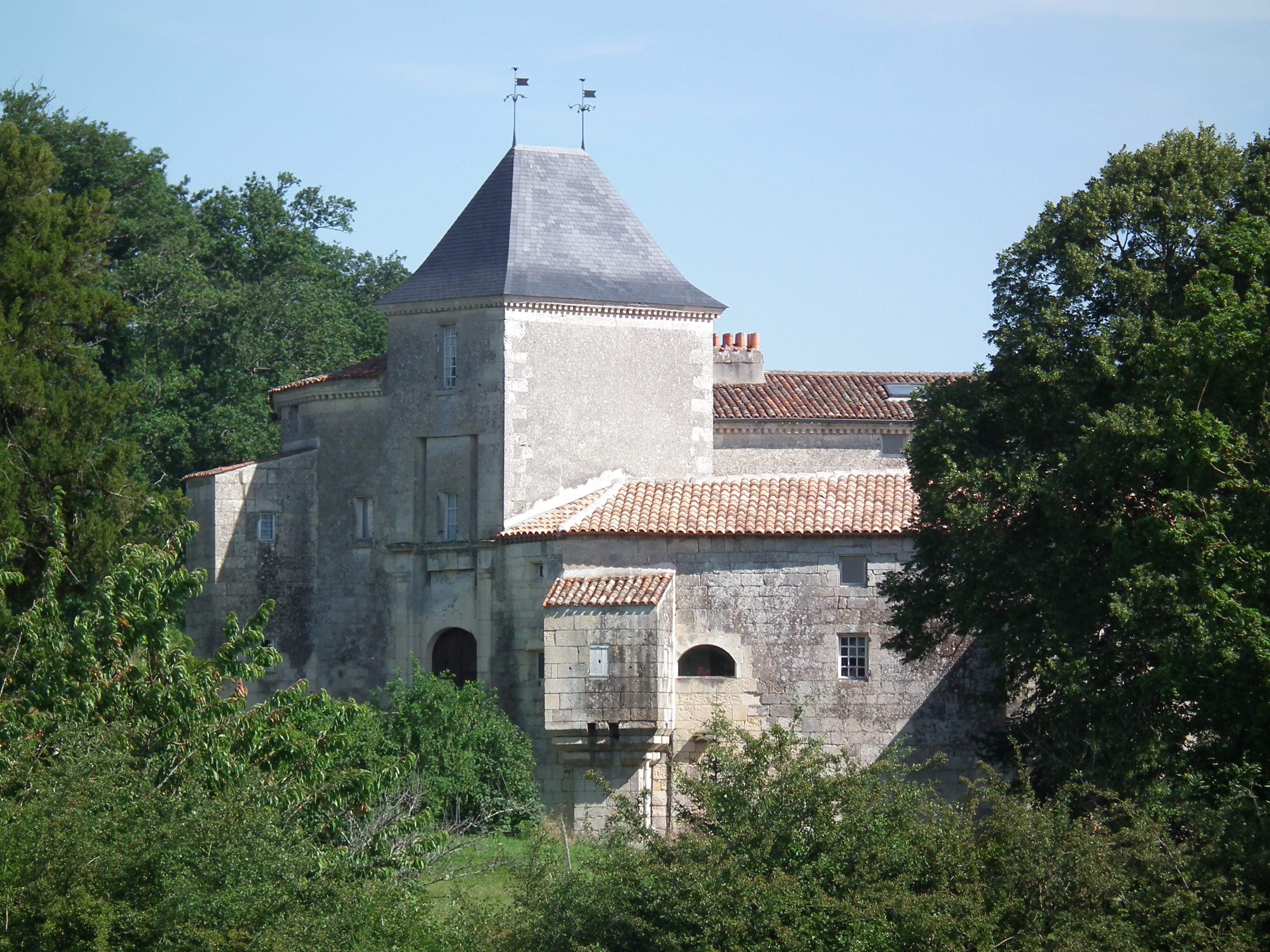
Le château d'Ardennes.

Ce petit château, assez modeste par son architecture, retient cependant l'attention en raison d'un illustre personnage qui y résida. Il fut en effet la propriété du seigneur Pierre Dugua de Mons, personnage issu d'une famille noble, convertie au protestantisme pendant le XVIe siècle, et fondateur méconnu de l'Acadie. Il fut également Gouverneur de Pons de 1610 à 1618. Il résida dans ce logis dans les dernières années de sa vie pour y vivre une paisible retraite jusqu'à sa mort en 1628, l'année du siège de La Rochelle et de la capitulation de la cité huguenote. Ce petit château est d'origine médiévale, il a été fondé au XIIe siècle, puis a été agrandi et reconstruit au XVe siècle. Il a conservé un pont-levis qui a été aménagé dans le courant du XVIIIe siècle.[réf. souhaitée]
- Les autres constructions civiles

Près de l'église se trouvent les ruines du château de Fléac, avec entrée de souterrain. Il existe également dans la commune un petit logis d'origine médiévale, le Manoir des Forges, qui date du XVe siècle.

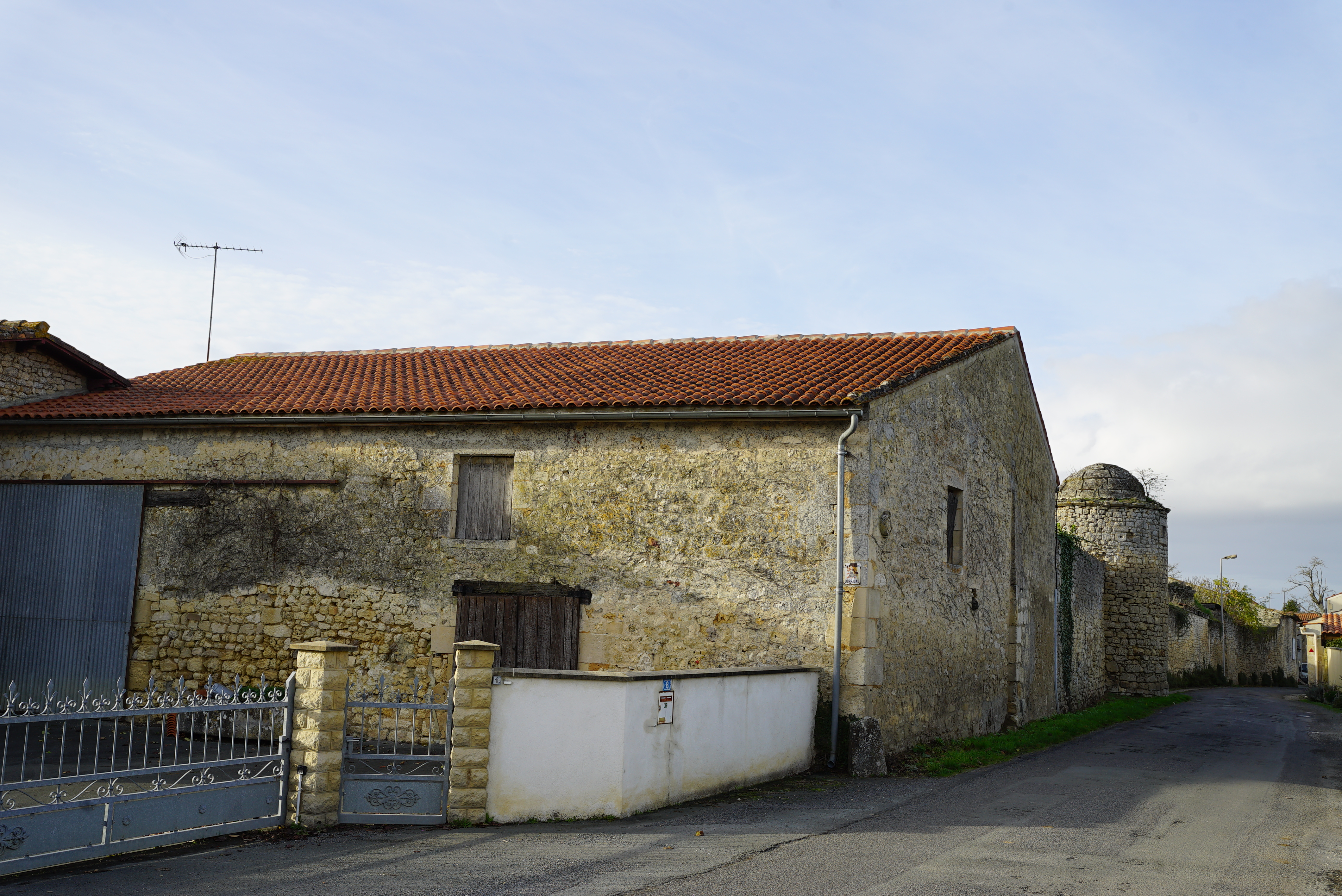
Ancien château de Fléac-sur-Seugne.
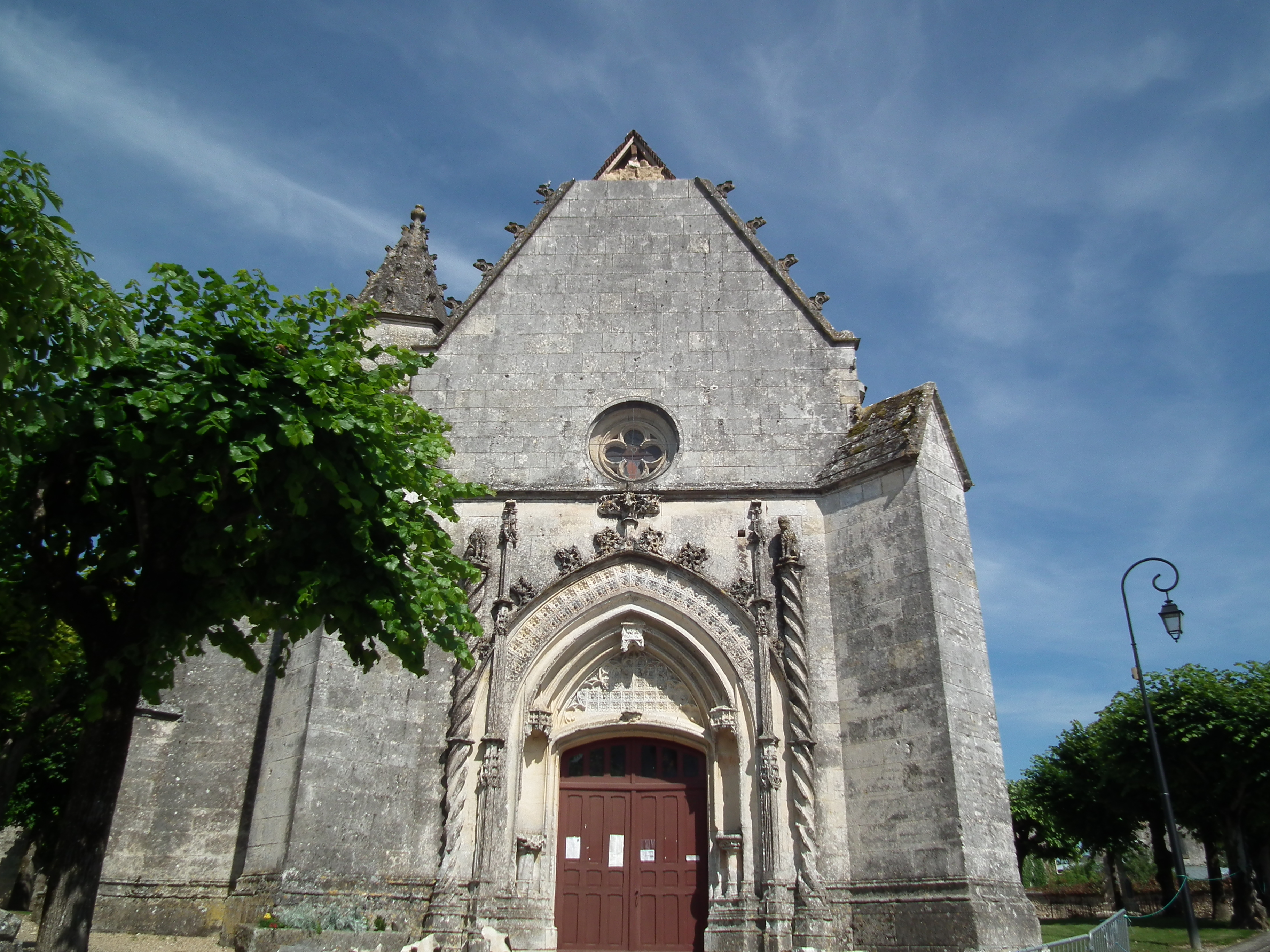
Façade de l'église de Fléac-sur-Seugne.
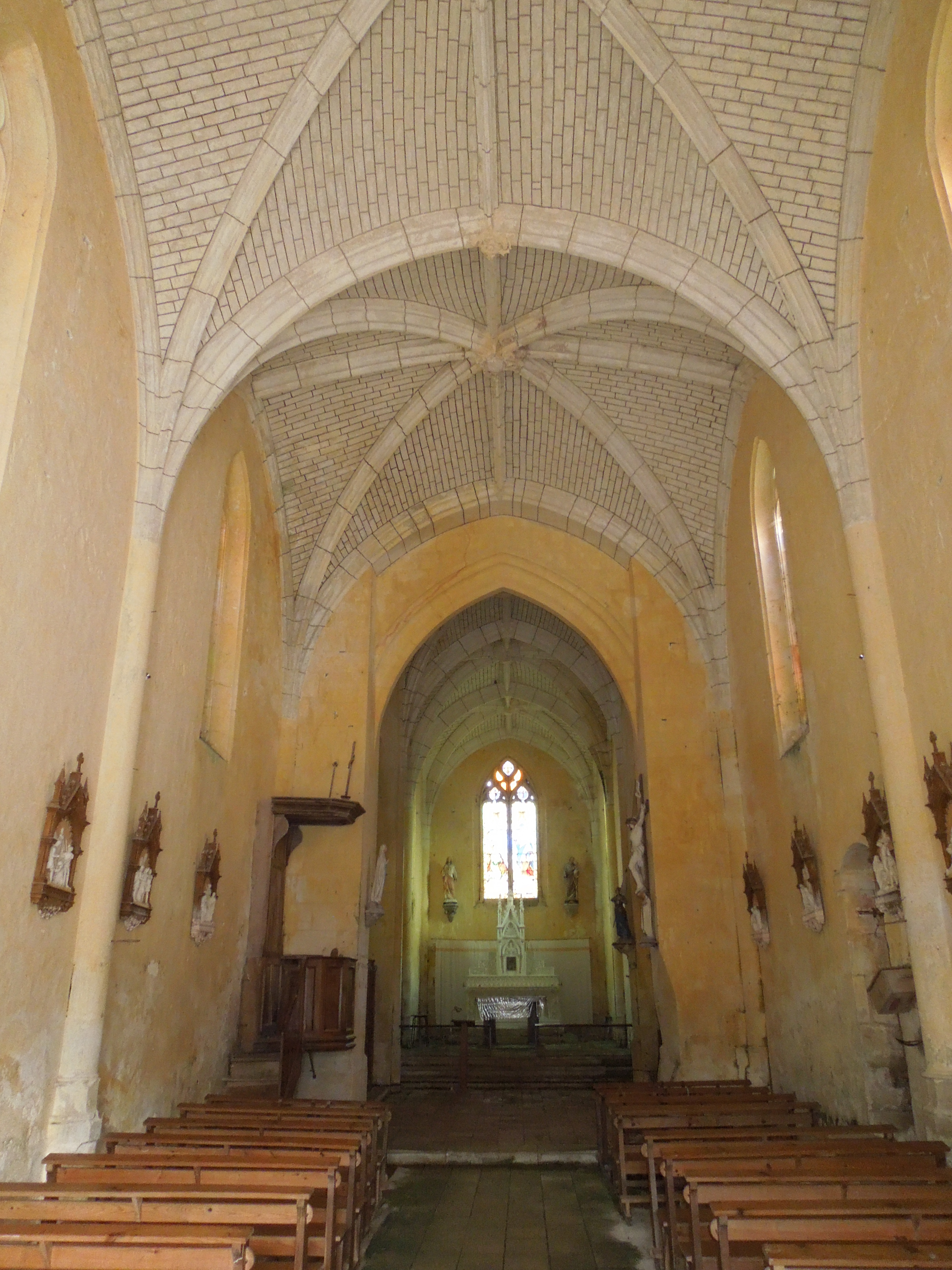
Interieur de l'église.
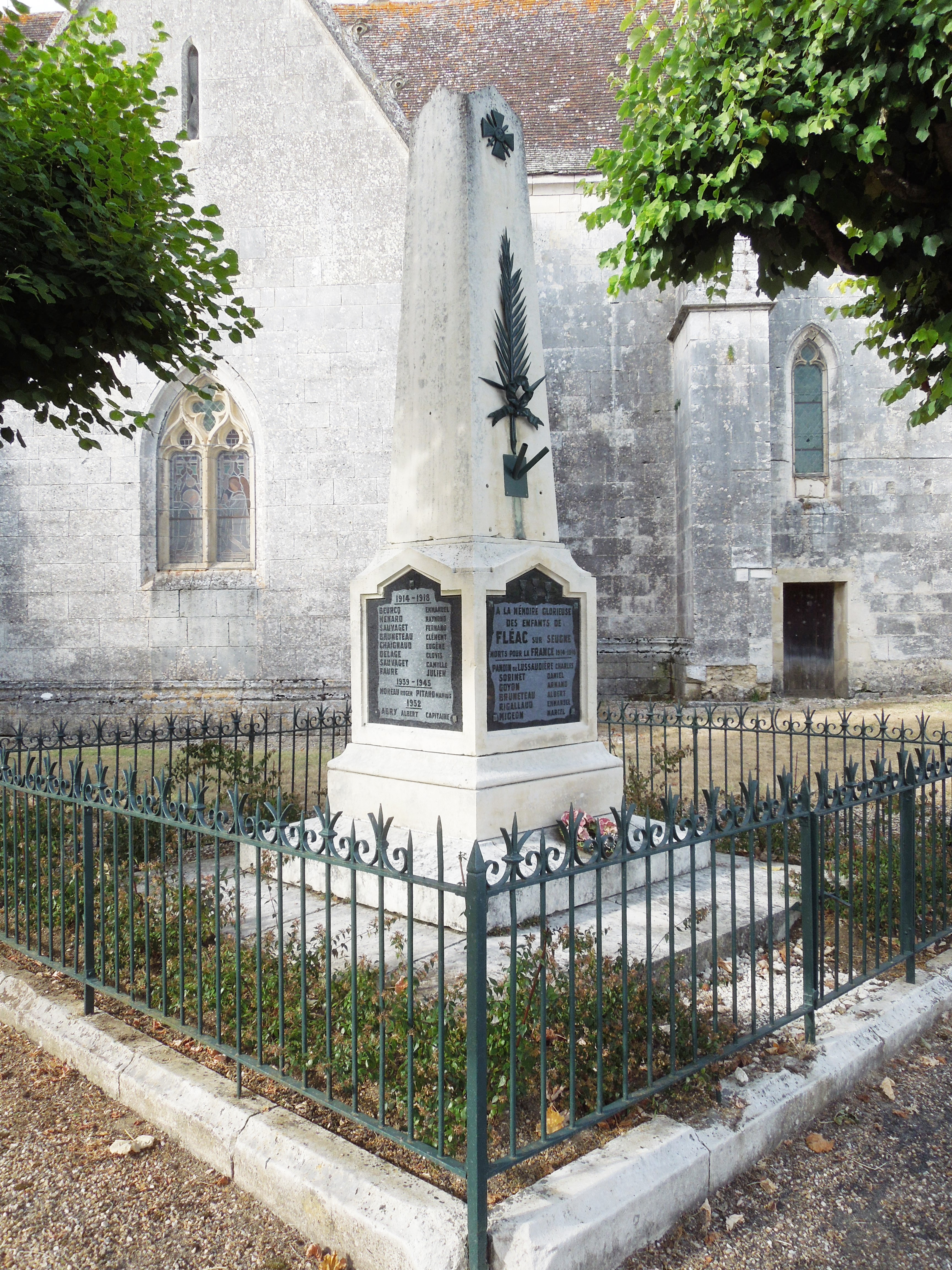
Monument aux morts.
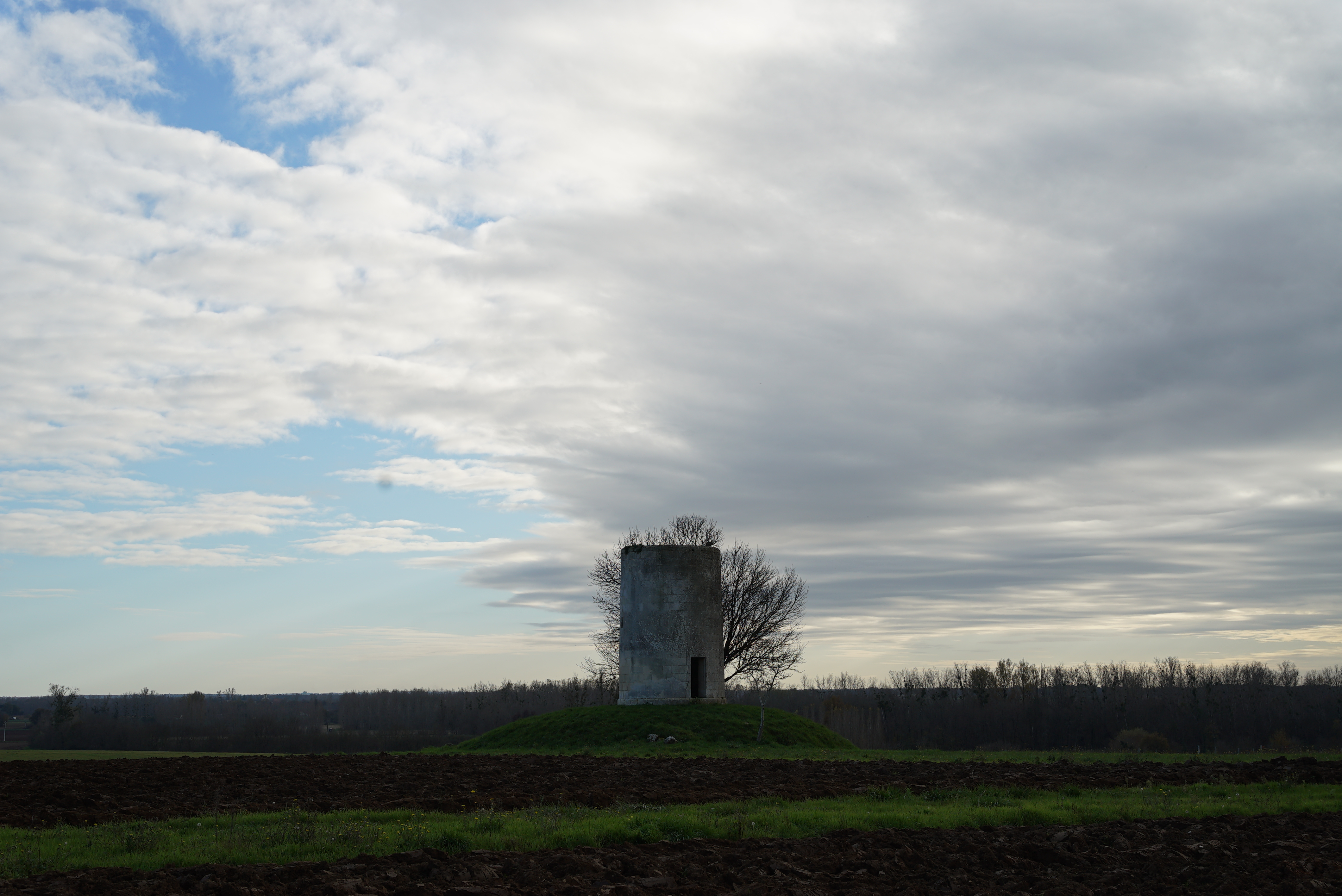
Un moulin à Fléac.
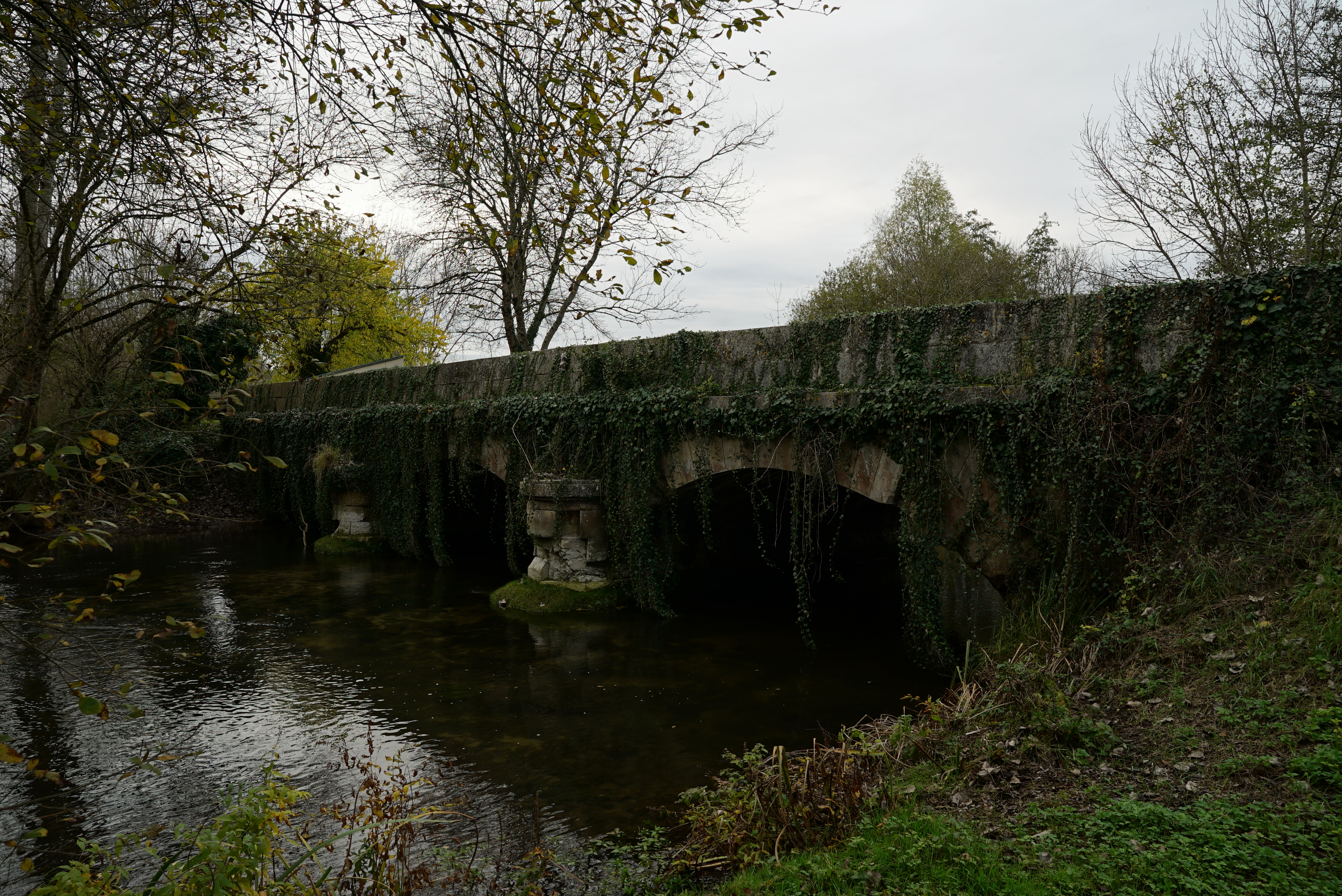
Pont XVIIIe sur la Seugne.
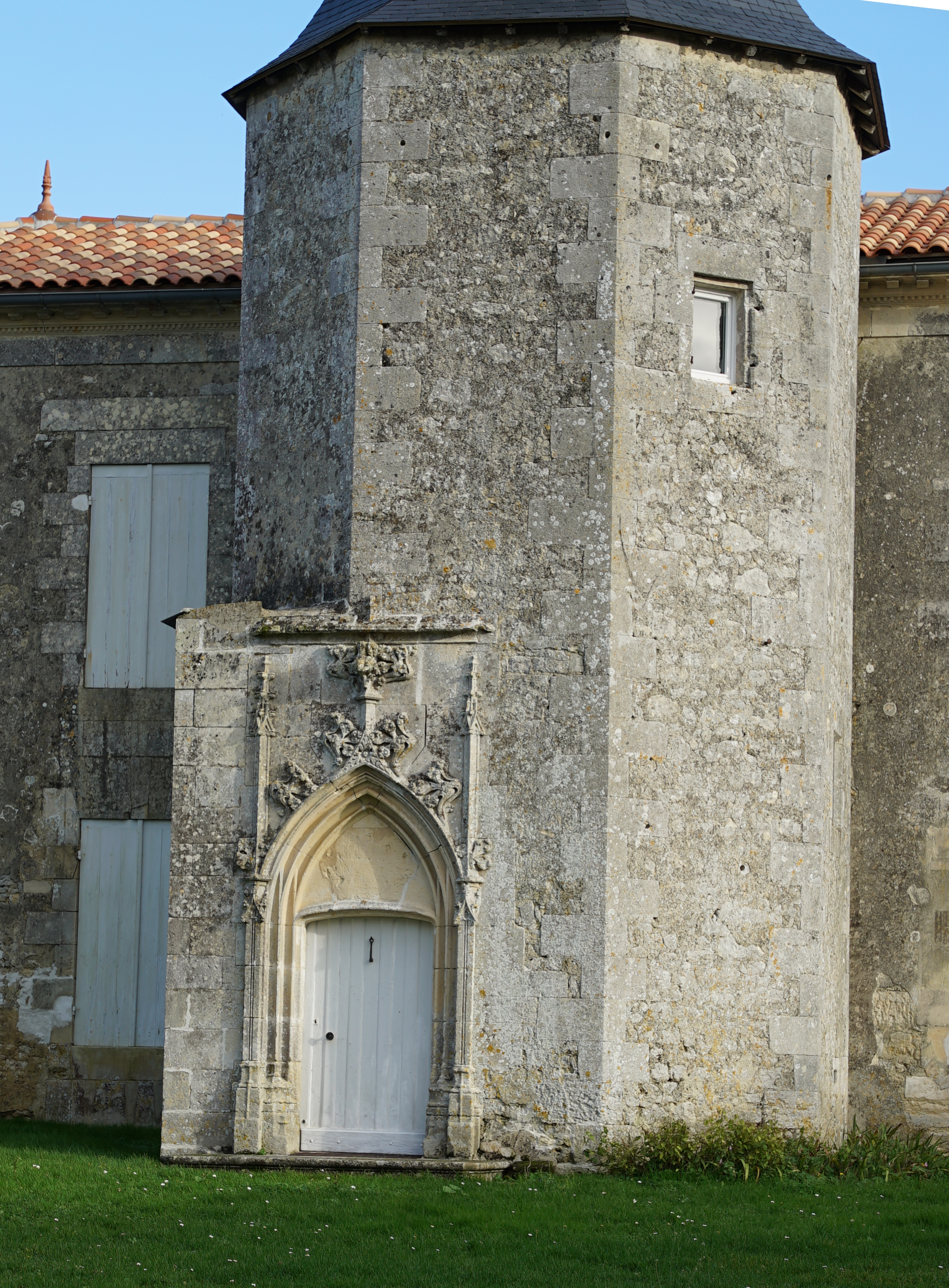
Le château des Forges.

## Personnalités liées à la commune
- Pierre Dugua de Mons, premier colonisateur du Canada meurt a son château d'Ardennes en 1628.
- Jules Pandin de Lussaudière (1880-1915), historien et archiviste mort pour la France, naquit dans la commune. Il fut nommé en 1906 directeur des archives départementales de la Charente-Maritime (on disait alors archiviste du département de la Charente-inférieure), fonction qu'il exerça jusqu'à sa mobilisation en août 1914. Il fut grièvement blessé par un éclat d'obus le 28 mai 1915 au Bois Le Prêtre (Meurthe-et-Moselle) et mourut le 11 juin 1915. Il avait consacré sa thèse de l'École des chartes à Charles de Coucis, seigneur de Burie, capitaine et lieutenant du roi en Guyenne en l'absence du roi de Navarre (1451-1565).